# 兒玉利國
兒玉利國（日语：／ Kodama Toshikuni；1840年5月24日—1925年4月26日），日本鹿兒島縣人，明治時代官員，日軍海軍少將。曾參與牡丹社的調查活動。他於明治28年（1895年）6月前往台灣擔任台灣縣知事。管轄約今台灣中部之台中市、彰化縣、雲林縣三縣市之區域。是年8月，台灣縣改制為台灣民政支部，管轄區域不變，他亦為首任主官。翌年，台灣民政支部再改制為台中縣，他則於改制前卸任。